# エーリヒ1世 (ブラウンシュヴァイク＝カレンベルク＝ゲッティンゲン公)
エーリヒ1世（Erich I., 1470年2月16日 - 1540年7月30日）は、ブラウンシュヴァイク＝リューネブルク公の1人で、カレンベルク＝ゲッティンゲン侯（在位：1494年 - 1540年）。ブラウンシュヴァイク＝ヴォルフェンビュッテル侯ヴィルヘルム2世とエリーザベト・ツー・シュトルベルクの次男で、ヴォルフェンビュッテル侯ハインリヒ1世の弟。

## 生涯
1491年に父が退位、領土を兄のハインリヒ1世と共同統治していたが、1494年（1495年とも）に領土を分割、エーリヒ1世はカレンベルク及びゲッティンゲンの領主になった。その後は神聖ローマ皇帝マクシミリアン1世に軍人として仕え、オスマン帝国と戦い、イタリアでフランスとの戦争にも参戦、ランツフート継承戦争にも従軍して1504年にレーゲンスブルクでマクシミリアン1世の危機を救い、クーフシュタインでは皇帝を説得して捕虜の処刑を中止させた。
1519年に兄の後を継いだ甥のハインリヒ2世とヒルデスハイム司教が領土を巡って衝突、エーリヒ1世はハインリヒ2世に加勢したが、同族のリューネブルク侯ハインリヒ1世がヒルデスハイム司教の援軍として出陣、敗れたエーリヒ1世は捕虜となるが、神聖ローマ皇帝カール5世によってエーリヒ1世は釈放され、ハインリヒ1世はフランスに亡命した。ヒルデスハイム司教とは1523年に和睦、多くの領土を獲得した。
1527年、ダッセル（現在のニーダーザクセン州ノルトハイム郡）に城の建造に取り掛かった。1528年に2番目の妻エリーザベトが息子エーリヒを産んだので、その子にちなんでエーリヒスブルク城と名づけられ、1530年に完成した。また、ハノーファーに射撃祭（シュッツェンフェスト）を行うことを許可した。この行事は現在も続いている。宗教改革が始まった時期はプロテスタントに同情的で、エーリヒ1世はカトリックのままだったが、エリーザベトはプロテスタントに改宗した。
1540年、アグノーで死去。一人息子のエーリヒが後を継いだ。

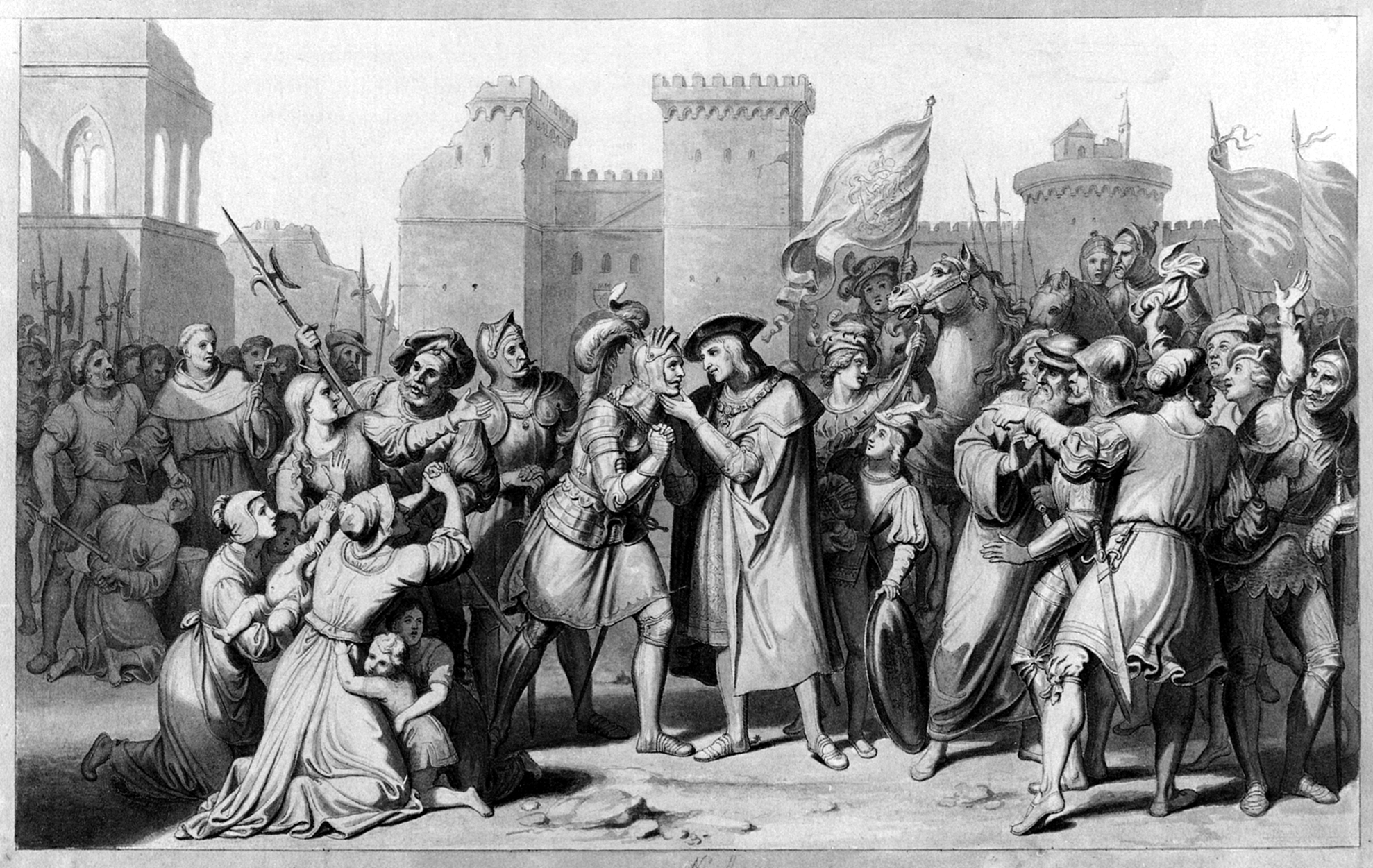
クーフシュタイン城の捕虜の処刑を取りやめるようマクシミリアン1世に説得するエーリヒ1世。マクシミリアン1世はレーゲンスブルクでエーリヒ1世に助けられていたので、処刑は中止になった
（1504年）

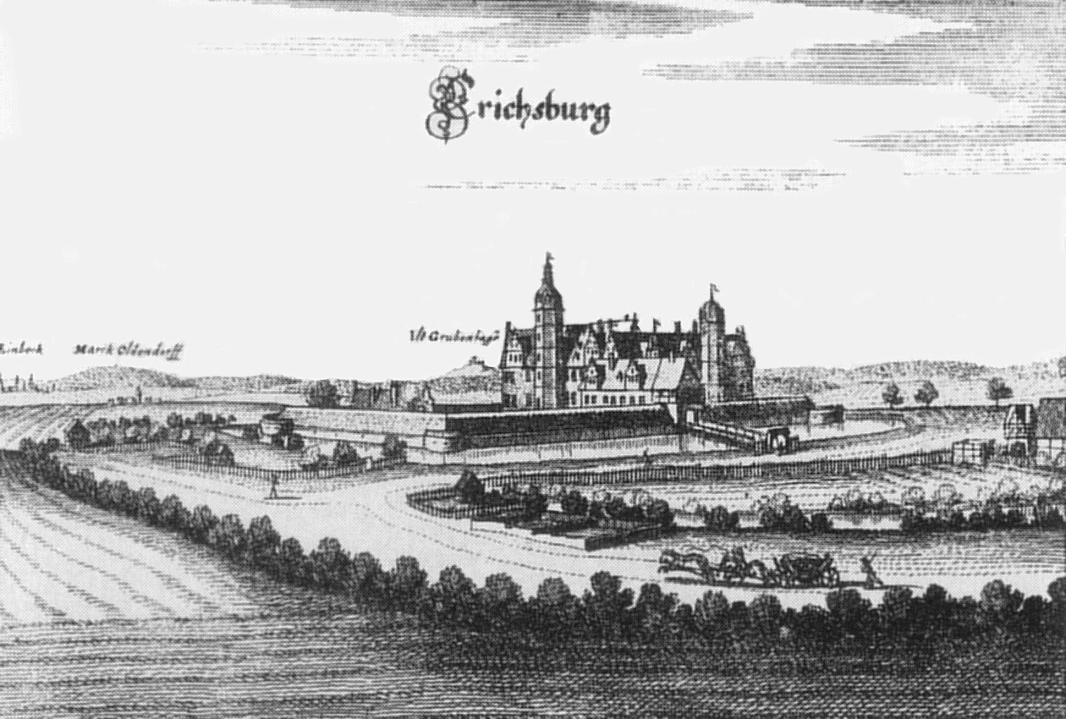
エーリヒスブルク城、メーリアン作
（1650年）

## 子女
1497年、ザクセン公アルブレヒト3世の娘カタリーナと結婚したが、1524年に死別。子供はいない。
1525年、ブランデンブルク選帝侯ヨアヒム1世の娘エリーザベトと再婚、3人の子を儲けた。
1. エリーザベト（1526年 - 1556年） - ヘンネベルク伯ゲオルク・エルンストと結婚。
2. エーリヒ2世（1528年 - 1584年）
3. アンナ・マリア（1532年 - 1568年） - プロイセン公アルブレヒトと結婚。
4. カタリーナ（1534年 - 1559年） - ヴィルヘルム・フォン・ローゼンベルクと結婚。

| 爵位・家督           | 爵位・家督                                     | 爵位・家督       |
| -------------------- | ---------------------------------------------- | ---------------- |
| 先代 ヴィルヘルム2世 | カレンベルク＝ゲッティンゲン侯 1494年 - 1540年 | 次代 エーリヒ2世 |